# 約恩·麥肯
約恩·克里斯多福·麥肯（英語：Eoin Christopher Macken；1983年2月21日—)，又稱為約恩·麥肯，是一位愛爾蘭男演員和模特兒又兼導演，因在電視劇《夜班醫生》中飾演夜班急診醫師角色TC Callahan而廣受歡迎，而電影作品包括《惡靈古堡：最終章》、《世紀戰魂》、《自殺森林》以及《地下室手記》。除了演技之外，麥肯也有執導如2020年的電影《年輕人在此》。

## 簡介
麥肯出生於都柏林，父親是一名律師，並和兩個姊妹及兩個同父異母的兄弟一起長大。他在2002年到2003年的大學服裝秀中開啟了他的模特兒和演藝生涯，並畢業於都柏林大學。之後，他加入模特兒經紀公司Morgan the Agency，於2003年被選為愛芙趣（Abercrombie & Fitch）的活動代言人。

## 外部連結
- 約恩·麥肯在互联网电影资料库（IMDb）上的資料（英文）
- 約恩·麥肯的X（前Twitter）
- 約恩·麥肯的Instagram帳戶